# Меріон Лей
Меріон Лей (англ. Marion Lay, 26 листопада 1948) — канадська плавчиня.
Призерка Олімпійських Ігор 1968 року, учасниця 1964 року.
Переможниця Ігор Співдружності 1966 року.
Призерка Панамериканських ігор 1967 року.

## Особисте життя
Після завершення змагальної кар'єри Лей зізналася у своїй лесбійськості та була координаторкою «Будинку Гордості» на зимових Олімпійських іграх 2010 року.